# Amílcar Vasconcellos
Amílcar Vasconcellos (Artigas, 22 de setembre de 1915 - Montevideo, 22 d'octubre de 1999) fou un advocat i polític uruguaià pertanyent al Partit Colorado.

## Biografia
De professió mestre, i després advocat, va militar des de molt jove com a membre del batllisme i contra la dictadura de Gabriel Terra Leivas. Va integrar la Llista 15, liderada per Luis Batlle Berres. El 1955 fou nomenat ministre de Ramaderia i Agricultura i ministre d'Hisenda (avui Economia i Finances) durant el Consell Nacional de Govern, amb una majoria important del Partit Colorado. El 1962 va ser reelegit pel Consell, formant part del govern col·legiat fins a l'any 1967.
El 1967 fou designat novament com a ministre d'Hisenda pel llavors president Óscar Diego Gestido, encara que meses després va presentar la seva renúncia per discrepàncies amb el govern. El 1971 es va tornar a presentar com a candidat a la presidència del país al costat de Manuel Flores Mora. En aquesta oportunitat va aconseguir un lloc com a senador.
Durant la dictadura militar (1973-1985) va formar part, al costat de Raumar Jude i de Jorge Batlle Ibáñez, del triumvirat que va dirigir clandestinament al Partit Colorado. Sobre el cop d'estat de 1973, va escriure Febrero amargo. En les eleccions de 1984 va acompanyar, i va donar suport a, la candidatura de Julio María Sanguinetti Coirolo. El 1989 es va postular com a candidat a la Intendència de Montevideo, per la fórmula liderada per l'expresident Jorge Pacheco Areco.
Morí a Montevideo, el 22 d'octubre de 1999, amb 84 anys.